# Вулиця Івана Кавалерідзе
Ву́лиця Іва́на Кавалері́дзе — вулиця в Подільському районі міста Києва, місцевості Біличе поле, Липинка. Пролягає від Полкової вулиці до вулиці Сергія Данченка.

## Історія
Вулиця виникла у 2011–2012 роках під назвою Проектна 2. Сучасна назва — з 2012 року, на честь українського скульптора і кінорежисера Івана Кавалерідзе.